# Spiel nicht mit den Schmuddelkindern
Spiel nicht mit den Schmuddelkindern ist ein 1965 beim Label Polydor erschienenes Album von Franz Josef Degenhardt. Es war nach Rumpelstilzchen das zweite Album des Liedermachers und wurde von Jimmy Bowien produziert. Die Lieder erschienen 1969 auch als Buchveröffentlichung.

## Texte
Auf diesem Album bringt Degenhardt die Spießigkeit der deutschen Nachkriegsjahre (insbesondere in den Chansons Spiel nicht mit den Schmuddelkindern und Deutscher Sonntag) zum Ausdruck und verarbeitet in seinen Texten auch die vorweggenommene Hoffnung auf die Studentenbewegung. Die Texte sind überwiegend von Gesellschaftskritik und Surrealismus geprägt.
Das auf dem Album enthaltene gleichnamige Lied Spiel nicht mit den Schmuddelkindern ist eines der bekanntesten Lieder des Künstlers und repräsentativ für die Chansons und Bänkellieder seiner ersten beiden Alben. Es erzählt die Geschichte eines Jungen aus „besserem“ Hause, der als Kind gerne mit Arbeiterkindern spielte, dann aber in die Oberschule gezwungen wurde und die gesellschaftliche Karriere machte, die Eltern und Lehrer von ihm erwarteten.
Das Lied Ein schönes Lied erzählt im ruhigen, lyrischen Ton die Geschichte eines „gebrannten Kindes“, das mit einem Boot aus dem Heimatland flieht, in dem Krieg herrscht, und von einem Land des Friedens träumt. Es spielt auf den Vietnamkrieg an.
Das Lied Deutscher Sonntag („Sonntags in der kleinen Stadt“) karikiert sonntagstypische Spießerszenen in einer Kleinstadt, denen sich das lyrische Ich auf sarkastische Weise verweigert. Als Elemente dieses als „Sonntagseinerlei“ bezeichneten Tagesablaufes werden das morgendliche Bad, der Besuch des Gottesdienstes, das üppige Mittagessen samt Nachtisch und anschließender Mittagsruhe bei Zigarren, der Besuch eines Fußballspiels, der Spaziergang durch die Stadt und schließlich der Abend vor dem Fernseher genannt.
Auf der Espressomaschine karikiert in sehr bildhafter Sprache eine von Konsumdenken bestimmte Liebesbeziehung. Charakteristisch ist, dass in jeder Strophe das zur Metallveredelung verwendete Element Chrom erwähnt wird.
Das Lied Hochzeit erzählt eine Liebesgeschichte inmitten von düsteren Metaphern, die auf die Gefahr eines Atomkriegs anspielen, jedoch auch auf die Raumfahrt. In einer der Strophen parodiert Degenhardt die berühmten Zeilen von Walther von der Vogelweide: Unter der linden, bei der heide / wo unser beider bette was … Schon in Ein schönes Lied hatte Degenhardt mit der Wendung decket Bein mit Bein einen Bezug zu dem Minnesänger hergestellt. Im Lied: Ich saz ûf eime steine heißt es: (Ich) dahte bein mit beine.
Das Lied Wölfe mitten im Mai erzählt, wie Wölfe langsam die Herrschaft über ein Dorf erringen. Die Metapher spielt auf den Faschismus an.
Im Lied Diesmal werd’ ich nicht erklärt ein früherer Krieger (möglicherweise ein Wikinger), dass er nicht mehr länger auf Kriegsfahrt ausgehen will.
Das Lied Der, der meine Lieder singt ist eines der kunstvollsten Lieder Degenhardts und präsentiert eine schwer zu deutende Reflexion über seine eigene Rolle als Liedermacher, Alkoholiker, Ehemann und Vater. Auch dieses Lied arbeitet mit zahlreichen eindrucksvollen Bildern. In jeder der vier Strophen wiederholt sich die thematische Abfolge des Refrains: Singen, Trinken, Ehefrau, Kinder.

## Inhalt
1. Spiel nicht mit den Schmuddelkindern
2. Ein schönes Lied
3. Deutscher Sonntag
4. Auf der Espresso-Maschine
5. Hochzeit
6. Gelobtes Land
7. Alte Freunde
8. Wölfe mitten im Mai
9. Der schwarze Mann
10. Der Mann von nebenan
11. Zwei und zwei
12. Diesmal werd’ ich nicht
13. Der, der meine Lieder singt

## Kritik und Würdigung
Vor allem das titelgebende Lied erlangte besondere Bekanntheit. Spiel nicht mit den Schmuddelkindern wurde zum Geflügelten Wort. Seit 1982 findet sich das Lied Spiel nicht mit den Schmuddelkindern im Liederbuch Die Mundorgel. Als eines der bekanntesten und erfolgreichsten Lieder Degenhardts wurde es auch von diesem selber mehrfach referenziert; so kündigte der Liedermacher später die Ballade vom verlorenen Sohn als „das Schmuddelkinderlied der 70er Jahre“ an (dokumentiert u. a. auf dem Livealbum Liederbuch – Von Damals und von dieser Zeit, 1978), und Degenhardts Roman Zündschnüre wurde in Zeitungsanzeigen mit dem Schlagwort „Schmuddelkinder-Atmosphäre“ beworben.
Matthias Henke verglich das Lied Spiel nicht mit den Schmuddelkindern aufgrund der im Liedtext beschriebenen „von Generation zu Generation weitergereichten Dünkeln“ mit dem Roman Hundert Jahre Einsamkeit von Gabriel García Márquez. Die Frankfurter Allgemeine Zeitung schrieb 2001: „Nie wieder ist seither so treffend und liebevoll zynisch dargelegt worden, welch tödlich starre Grenzen die kleinbürgerliche Konvention zieht und daß nur wirklich lebt, wer wenigstens zeitweise Schmuddelkind war.“ Weiterhin zeugen Coverversionen und Verarbeitungen vom Bekanntheitsgrad von Spiel nicht mit den Schmuddelkindern. Unter anderem veröffentlichte die deutsche Hip-Hop-Band Anarchist Academy ein Lied mit diesem Titel. Helge Schneider adaptierte in seinem auf dem Livealbum Füttern verboten – Live in Dortmund (2005) enthaltenen Song Katzenoma Degenhardts Lied („Spiel nicht mit der Katzenoma, trag’ nicht ihre Mieder“), lenkte dort seine Kritik aber auf eine ungerechte, staatlich unterstützte Diskriminierung von Senioren u. a. durch Rentenkürzungen.
2010 wählte eine Jury im Auftrag der deutschen Ausgabe des Rolling-Stone-Magazins das Album auf Platz 42 in der Kategorie Die 50 besten deutschen Alben. In der Begründung hieß es u. a.:

„Ein Sittengemälde der Bundesrepublik Wirtschaftswunderdeutschland, Mitte der 60er-Jahre, dessen Titel längst ein geflügeltes Wort geworden ist. Der Bänkelsänger mit der schneidenden Stimme und der kräftig gezupften Gitarre rückt drei Jahre vor der Studentenbewegung der Spießigkeit und den nur teilweise versteckten Nazismen mit Spott, Witz und surrealer Poesie zu Leibe. […] Ein historisches Dokument und zugleich ein Werk, das heute immer noch Geltung besitzt. Auf dieser Platte sind 13 Lieder, die auch heute noch an den Halsspeck gehen.“

Eine weitere Rezeption erfuhr das Lied Deutscher Sonntag. 2010 zitierte Ulrich von Berg in der Zeitschrift 11 Freunde in einem Artikel mit dem Namen Ist Fußball Pop? dessen Strophe, die metaphorisch die Besucher eines Fußballspiels beschreibt („Dann geht's zu den Schlachtfeldstätten...“), als Beispiel für eine Wertung durch „jene Linken, die unter dem Einfluss der Kulturkritik der Frankfurter Schule meinten, sich dem Fußball genau wie der Pop- und Rockmusik verweigern zu müssen“. Das Fußballpublikum werde, so von Berg, dargestellt „wie ein von Otto Dix gemaltes Zerrbild deutschen Kleinbürgertums“; der im Lied porträtierte Fußballzuschauer sei „sadistisch veranlagt und ein verkappter Faschist.“

## Cover-Versionen
Das Lied Spiel nicht mit den Schmuddelkindern wurde unter anderem von den deutschen Punkbands Abstürzende Brieftauben und Dieselknecht aufgenommen. Die Hip-Hop-Band Anarchist Academy veröffentlichte eine Version mit verändertem Text und Einspielungen des Refrains aus der Originalversion von Degenhardt.
Degenhardt selber nahm das Lied Hochzeit für sein 1987 erschienenes Album Da müssen wir durch neu auf und stellte dieser Version eine gesprochene Erklärung zum Hintergrund voran: Es gehe hier um die Frage, ob es im Angesicht eines drohenden Atomkriegs moralisch geboten sei, weiterhin Kinder aufzuziehen. 2002 wiederum nahm Degenhardt Diesmal werd’ ich nicht für sein Album Quantensprung neu auf. Es stand auf diesem Album an zweiter Stelle nach dem Titelsong, der sich mit dem nach den Terroranschlägen am 11. September 2001 ausgerufenen „Krieg gegen den Terror“ auch unter deutscher Beteiligung (Operation Enduring Freedom) befasste.